# A Is for Answers
"A Is for Answers" é o vigésimo quarto episódio da quarta temporada e nonagésimo quinto episódio da série de televisão Pretty Little Liars. O episódio foi ao ar em 18 de março de 2014, servindo como o final da temporada. O episódio foi dirigido e escrito por I. Marlene King e conta com a participação de Ryan Merriman como Ian Thomas, tendo sua última aparição na segunda temporada, episódio "The Blond Leading the Blind".
No episódio, as protagonistas finalmente encontram-se com Alison na Filadélfia e descobrem o que realmente aconteceu com a amiga na noite de seu falso desaparecimento. Enquanto isso, os pais das garotas esforçam-se para encontrar elas e a polícia de Rosewood conversa com pais de Spencer na suspeita da garota ter possivelmente matado a garota no túmulo de Alison.
"A Is for Answers" foi assistido por 3.12 milhões de telespectadores, número maior que o episódio anterior. O episódio conquistou também 1.45 tweets durante sua transmissão, tornando-se o episódio mais comentado de 2014 e a quarta transmissão mais comentada na história da televisão. O episódio recebeu avaliações positivas dos críticos de televisão, com alguns deles chamando o final de "gratificante e surpreendente". Alguns críticos, no entanto, ficaram perplexos com as questões da trama não respondidas.

## Enredo

### Dias atuais
Aria (Lucy Hale), Emily (Shay Mitchell), Hanna (Ashley Benson), e Spencer (Troian Bellisario) são levadas até um local escondido por Noel Kahn (Brant Daugherty), onde elas encontram Alison (Sasha Pieterse). Alison conta tudo o que aconteceu na noite de seu desaparecimento e revela que ela confrontou todos seus suspeitos de quem poderia ser "A" naquela noite. Enquanto isso, Noel entrega à Alison uma passagem aérea e dinheiro para ela deixar a cidade. Alison também conta sobre seu relacionamento com Ezra Fitz (Ian Harding) e confirma que Spencer não a machucou naquela noite. Depois de ter contado tudo o que aconteceu, Alison e as garotas são perseguidas por que parece ser "A" e fogem para o telhado do prédio. Ezra surge assim que "A" as alcança e afirmar que sabe quem é "A". Ele e o antagonista brigam, levando "A" a atirar em seu peito e derrubar a arma. Hanna então alcança a arma e manda a pessoa mascarada tirar sua máscara. "A" alcança a máscara, e, em seguida, salta para o edifício seguinte. As meninas, em seguida, descobrem que Ezra foi baleado e chamam por socorro.
De volta à Rosewood, CeCe (Vanessa Ray) é detida pelo Detetive Holbrook (Sean Faris) e questionada sobre o assassinato de Darren Wilden. Ela confessa que sabe quem matou a garota no túmulo de Alison e revela que Alison está viva. A polícia é então enviada para a residência dos Hastings para encontrar informações para sua investigação. Enquanto isso, Veronica Hastings (Lesley Fera) está no telefone com Ella Montgomery (Holly Marie Combs) e Ashley Marin (Laura Leighton) tentando descobrir para onde as garotas foram. O oficial Holbrook então leva Veronica e Melissa (Torrey DeVitto) para a delegacia, onde estão conversando com a família — incluindo com Peter Hastings — separadamente sobre o uso de drogas de Spencer durante o verão em que Alison desapareceu. Jessica DiLaurentis (Andrea Parker) é levada para a delegacia para receber informações sobre o paradeiro de Alison enquanto é abordada por Peter sobre um acordo que eles fizeram. Melissa e Peter depois discutem o inquérito, durante o qual Melissa revelou que ela sabia quem matou a menina no túmulo de Alison. Mais tarde naquela noite, Jessica é enterrada no quintal de sua residência por "A".

### Dois anos antes
Alison se esconde no quarto de Ian no Hilton Head, enquanto escuta Ian (Ryan Merriman) e Melissa discutirem. Depois de ouvir que ela não significava nada para ele, ela vai para o seu computador e copia seus vídeos para uma unidade flash. Armada com novas evidências, Alison visita Jenna e chantageia-a com o vídeo dela e Toby, pensando que ela poderia ser "A". Quando ela recebe uma outra mensagem texto de "A", ela decide fazer um plano para expor "A". Antes de sair para a festa, ela toma alguns comprimidos da bolsa de sua mãe. Ela encontra as meninas no celeiro de Spencer e desliza as drogas em seus copos, como uma forma de eliminar mais suspeitos. Ela então se encontra com Toby, que queria agradecê-la por ter libertado-o da chantagem de Jenna. Depois, Ezra se encontra com Alison para confrontá-la sobre suas mentiras. Ela o deixa com um beijo e sai para atender a Ian na Pedra do Beijo. Lá, ela o ameaça com os vídeos do seu computador e é avisada de que os vídeos poderiam destruir muitas pessoas.
Ela volta para o celeiro para encontrar uma Spencer com raiva esperando por ela. Alison diz à Spencer para não dizer nada sobre isso, mas Spencer não ouve e permanece em guarda. Durante o confronto, Spencer deixa cair suas pílulas, que Alison descobre ser anfetamina. Alison descobre o vício em drogas de Spencer e depois de ouvir os apelos de Spencer, promete manter seu segredo. Ela diz a Spencer para voltar para o celeiro e dormir. Após o encontro com Byron (Chad Lowe) sobre as gravações de seu caso com Meredith, ela voltou para o celeiro e não recebeu nenhuma mensagem de texto.
Alison, em seguida, volta para casa e olha para sua mãe através da janela e então é acertada na cabeça. Horas depois ela acorda e encontra sua mãe a enterrando em seu quintal. Ela é retirada pela Sra. Grunwald e levada para o hospital, mas foge com medo. Ela é achada por Mona (Janel Parrish) coberta de sujeira e sangue. Mona leva ela para um quarto no Lost Wood Resort, onde ela limpa Alison e dá a ideia de Alison falsificar sua morte e deixar Rosewood. Depois de pôr Alison para dormir, Mona vai para seu quarto e brinca com suas bonecas. Na manhã seguinte, Alison agradece Mona dando-lhe o nome de seu estilista e deixa a cidade, descobrindo mais tarde que foi enganada.

## Produção
"A Is for Answers" foi escrito e dirigido por I. Marlene King, servindo como o terceiro crédito de direção no geral da série. A table read do episódio ocorreu em 21 de outubro de 2013. No dia seguinte, as gravações iniciaram-se, tendo seu fim em 2 de novembro. Torrey DeVitto confirmou sua presença no episódio em 23 de outubro. "A Is for Answers" conta com a participação de Ryan Merriman como Ian Thomas, tendo sua última aparição ocorrido na segunda temporada, episódio "The Blond Leading the Blind".

## Recepção

### Audiência
"A Is for Answers" estreou na ABC Family em 18 de março de 2014, conquistando 3.12 milhões de telespectadores.